# Поссам

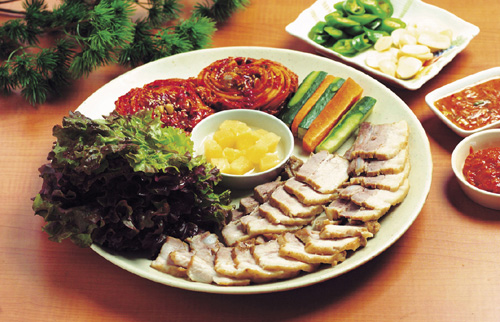
Поссам

Поссам (кор. 보쌈, 褓-, bossam, possam) — корейское блюдо из отварной свинины. Мясо варят в рассоле, после чего подают на стол тонко нарезанным с гарниром. Гарнир может состоять из редьки, кимчхи, овощей; блюдо также может подаваться как ссам (мяса, завернутого в листовые овощи, такие как салат, листья перильи или пекинской капусты). Боссам является самым популярным блюдом в Корее, его также часто подают как закуску к алкоголю (анджу).

## История
Боссам связан с традиционным приготовлением кимчхи, так называемым процессом кимджан (приготовления большого количества кимчхи на зиму). Предположительно поссам начали готовить еще во времена эпохи Чосон. 

## Подготовка
Для приготовления поссам, можно использовать как говядину, так и свинину, но большинство корейцев предпочитают второе, нежели первое. Чаще всего для нарезки используют свиную лопатку, но также можно использовать более жирные нарезки, такие как свиная грудинка или свиная ножка. Мясо специально перевязывают кухонным шнурком для того, чтобы сохранить его форму и варят в бульоне, включающем имбирь, звездчатый анис, лук-батун, чеснок, соевую пасту твенджан, порошок кофе и чайные листья. После приготовления мясо промывают в холодной воде, развязывают и слегка прижимают хлопчатобумажной тканью, чтобы сохранить ему форму. После охлаждения мясо нарезают кусочками толщиной в несколько миллиметров и подают с различными гарнирами, обычно это острый салат из редьки, капустное кимчхи или обычные листья капусты.